# Зекят
Зекят (на арабски: زكاة, МФА: [zækæːh]), закат или заках е ислямската задължителна милостиня, един от петте стълба на исляма. Тя е механизъм за предотвратяване на бедността в мюсюлманските държави, прехвърляйки средства от по-заможните към по-бедните. В ислямските държави милостинята зекят се събира и разпределя от държавните органи. Тя е еквивалент на данъка джизя за мюсюлманите, като немюсюлманите не са длъжни да я плащат.

## Размер
Всеки мюсюлманин е длъжен да даде 1/40 (2,5%) от капитала, който е притежавал през цялата (лунна) година, 2,5% от стоките, използвани за търговия и от 5% до 10% от реколтата в зависимост от напояването. Недвижимото имущество и превозните средства не са облагаеми.
Милостинята зекят не е задължителна, ако общата реколта е по-малко от 653 килограма. Същото се отнася и за добитото злато и сребро, ако притежателят му разполага с по-малко от съответно 85 и 595 грама.

## Получатели на милостинята
В Корана, Аллах разкрива кои могат да се възползват от милостинята зекят:
| “ | 60. Милостинята закат е за бедняците и за нуждаещите се, и за онези, които я събират, и за приобщаването на сърцата [към Исляма], и за [откуп на] робите, и за длъжниците, и за тези по пътя на Аллах, и за пътника [в неволя] - задължение от Аллах. Аллах е всезнаещ, премъдър.— превод Цветан Теофанов, I изд. | ” |

Хората, чиито сърца се приобщават към исляма, са тези които са новомюсюлмани или са склонни да приемат исляма. Немюсюлмани не могат да се възползват от милостинята зекят.
Милостинята зекят не обхваща търговията и не може да се дава на членове на семейството. Тези, чиито материално състояние не се е подобрило през изминалата година, не са длъжни да дават зекят.